# Asunafo North Municipal District
| \| \| |
|       |

|  |

Der Asunafo North Municipal District ist ein Distrikt innerhalb der Ahafo Region im Westen Ghanas mit einer Gesamtfläche von 1412 Quadratkilometern. Hauptort ist Goaso, größte Ortschaft ist Mim. Die Einwohnerzahl betrug im Jahr 2019 etwa 154.500; bei der Volkszählung 2010 hatte der Asunafo North Municipal District etwa 124.700 Einwohner.

## Geschichte
Im Zuge des Dezentralisierungsprozesses unter Präsident Jerry Rawlings wurde im März 1989 der Asunafo District gebildet. Der Asunafo North District entstand im Jahr 2004 gemeinsam mit dem Asunafo South District durch Teilung dieses Distrikts. Im Jahr 2008 erfolgte die Hochstufung zum Municipal District (Legislative Instrument 1873). Bis zum Februar 2019 gehörte das Gebiet zur aufgelösten Brong Ahafo Region.

## Geographie
Der Asunafo North Municipal District grenzt an die Distrikte Asunafo South, Asutifi North und Asutifi South der Ahafo Region, außerdem an die Distrikte Dormaa Central Municipal und Dormaa West der Bono Region sowie die Distrikte Bia East und Juaboso der Western North Region.

## Ortschaften
Die zwanzig größten Ortschaften des Asunafo North Municipal Districts sind:
- Abebresekrom
- Akrodie
- Akwesi Bour Krom
- Ampenkro
- Asumura
- Ayomso
- Bediakokrom
- Boakyekrom (Larbikrom)
- Daaseansa
- Dominase
- Driverkrom
- Fawohoyeden
- Goaso
- Gyae Nkontabuo
- Kasapin
- Kofi Mmrekrom
- Kwao Pretty
- Mim
- Nyamebekyere
- Pomaakrom